# Сторі Твіді-Єйтс
Сторі Твіді-Єйтс (англ. Story Tweedie-Yates; нар. 2 травня 1983) — колишня американська тенісистка.
Найвищу одиночну позицію світового рейтингу — 319 місце досягла 30 жовтня, 2006, парну — 189 місце — 25 травня, 2009 року.
Здобула 2 одиночні та 8 парних титулів туру ITF.
Завершила кар'єру 2011 року.

## Фінали ITF
| Турніри $100,000 |
| Турніри $75,000  |
| Турніри $50,000  |
| Турніри $25,000  |
| Турніри $10,000  |

### Одиночний розряд: 4 (2–2)
| Результат | Ранг | Дата            | Турнір                          | Покриття | Суперниця                | Рахунок       |
| --------- | ---- | --------------- | ------------------------------- | -------- | ------------------------ | ------------- |
| Перемога  | 1.   | 13 вересня 2004 | Матаморос (Тамауліпас), Мексика | Тверде   | Мелісса Торрес Сандоваль | 3–6, 6–2, 6–3 |
| Поразка   | 1.   | 14 червня 2005  | Форт-Верт, США                  | Тверде   | Тара Снайдер             | 3–6, 3–6      |
| Поразка   | 2.   | 27 червня 2005  | Саутлейк (Техас), США           | Тверде   | Меґан Бредлі             | 4–6, 2–6      |
| Перемога  | 2.   | 4 вересня 2006  | Каракас, Венесуела              | Тверде   | Маріана Дуке-Маріньо     | 6–3, 6–3      |

### Парний розряд: 15 (8–7)
| Результат | Ранг | Дата            | Турнір                      | Покриття | Партнерка             | Суперниці                                       | Рахунок                 |
| --------- | ---- | --------------- | --------------------------- | -------- | --------------------- | ----------------------------------------------- | ----------------------- |
| Поразка   | 1.   | 12 вересня 2005 | Матаморос, Мексика          | Тверде   | Ana Cetnik            | Даніела Муньос Галлегос Паула Сабала            | 4–6, 4–6                |
| Поразка   | 2.   | 25 червня 2006  | Форт-Верт, США              | Тверде   | Maria Victoria Domina | Крістіна Фусано Ніколь Кріз                     | 6–2, 4–6, 1–6           |
| Перемога  | 1.   | 23 липня 2006   | Гамільтон (Онтаріо), Канада | Ґрунт    | Ніколь Кріз           | Соледад Есперон Александра Возняк               | 6–4, 6–1                |
| Перемога  | 2.   | 6 серпня 2006   | Ванкувер, Канада            | Тверде   | Ніколь Кріз           | Дженніфер Меґлі Кортні Негл                     | 7–5, 6–3                |
| Перемога  | 3.   | 4 вересня 2006  | Каракас, Венесуела          | Тверде   | Jodi Kenoyer          | Карен Кастібланко Маріана Мусі                  | 6–1, 6–1                |
| Поразка   | 3.   | 20 Бер 2007     | Коацакоалькос, Мексика      | Тверде   | Ліга Декмеєре         | Шанелль Схеперс Робін Стівенсон                 | 2–6, 2–6                |
| Поразка   | 4.   | 11 червня 2007  | Кампобассо, Італія          | Ґрунт    | Крістіна Вілер        | Марія Хосе Архері Летісія Собрал                | 5–7, 3–6                |
| Перемога  | 8.   | 26 травня 2008  | Карсон (Каліфорнія), США    | Тверде   | Романа Теджакусума    | Кімберлі Кутс Анна Татішвілі                    | 7–6(14–12), 4–6, [10–7] |
| Перемога  | 5.   | 23 червня 2008  | Гечо, Іспанія               | Ґрунт    | Жюлі Куен             | Естрелья Кабеса Кандела Сара дель Барріо Арагон | 6–3, 6–1                |
| Перемога  | 6.   | 12 липня 2008   | Вальядолід, Іспанія         | Тверде   | Гейді Ель Табах       | Штефанія Боффа Анна Фіцпатрік                   | 6–2, 6–4                |
| Поразка   | 5.   | 19 січня 2009   | Lutz, США                   | Ґрунт    | Машона Вашінгтон      | Кімберлі Кутс Шерон Фічмен                      | 4–6, 5–7                |
| Перемога  | 7.   | 13 квітня 2009  | Оспрі (Флорида), США        | Ґрунт    | Ліндсей Лі-Вотерс     | Гейді Ель Табах Мелані Клаффнер                 | 6–3, 6–7(5–7), [12–10]  |
| Поразка   | 6.   | 15 червня 2009  | Монпельє, Франція           | Тверде   | Штефанія Боффа        | Юлія Бейгельзимер Лаура Зігемунд                | 4–6, 1–6                |
| Поразка   | 7.   | 19 липня 2010   | Лексінгтон (Кентуккі), США  | Тверде   | Жаклін Како           | Бояна Бобушич Крістіна Фусано                   | 4–6, 2–6                |
| Перемога  | 8.   | 27 вересня 2010 | Амелія (острів), США        | Ґрунт    | Елізабет Лампкін      | Alexandra Haney Kendal Woodard                  | 7–5, 6–4                |